# Rainer Rudolph (Schauspieler)
Rainer Rudolph (* 25. Juli 1941 in Berlin) ist ein deutscher Schauspieler.

## Leben
Rainer Rudolph agierte bereits in den 1960er-Jahren als Nebendarsteller in einigen Fernsehproduktionen. Einem breiteren Publikum wurde er in den 1990er Jahren in den Fernsehserien Der Havelkaiser und insbesondere in der Rolle des Thomas Hagenbeck in Unsere Hagenbecks bekannt.

## Filmografie (Auswahl)
- 1961: Der Transport
- 1968: Ein Fall aus lauter Liebe
- 1969: Alma Mater
- 1970: Die lieben Kinder
- 1972: Nocturno
- 1972: Mandrin
- 1972: Grün ist die Heide
- 1972: Frau Jenny Treibel
- 1973: Lokaltermin – Mildernde Umstände
- 1973: Hamburg Transit – Überfall auf den Baron
- 1977: Onkel Silas (Fernsehzweiteiler)
- 1978: Ein Mann will nach oben
- 1985: Die Schwarzwaldklinik (Fernsehserie, Folge: Die Entführung)
- 1987: Detektivbüro Roth (Fernsehserie)
- 1989: Das Spinnennetz
- 1991: Ein Heim für Tiere (Fernsehserie, eine Folge)
- 1991–1994: Unsere Hagenbecks (Fernsehserie)
- 1993: Der große Bellheim
- 1994: Berliner Weiße mit Schuß (Fernsehserie)
- 1994: Glückliche Reise – Hongkong (Fernsehreihe)
- 1994–1998: Der Havelkaiser (Fernsehserie)
- 1995: Ach, du Fröhliche (Fernsehfilm)